# Честотна лента
 Тази статия е за звукови или радиовълни.  За предаване на данни вижте Честотна лента (компютри).  
Честотна лента е условно наименование на интервала от минималната до максималната честота, в който дадено устройство приема/предава звукови или радиовълни. Това е едно от най-важните понятия в радиотехниката и във физико-техническите дисциплини. То има общ характер, т.е. може да се говори или за диапазон работни честоти на някое конкретно устройство, или за диапазон, предназначен за използване с определена цел (например за мобилна телефония) или за обобщено разпределение на целия спектър. Например за УКВ радиоразпръскване се използва честотна лента от 87,5 MHz до 108 MHz, за КВ радио – 2300 kHz до 26 000 kHz.

## Примери за обособени честотни ленти
- Средни вълни (радиоразпръскване на вълни с амплитудна модулация) (530 – 1610 kHz).
- Различни къси вълни (5,9 – 26,1 MHz).
- Граждански диапазон (26,965 – 27,405 MHz).
- Телевизионно разпръскване (48,5 – 862 MHz).
- Ултракъси вълни c честотна модулация (УКВ) (87,5 – 108 MHz, освен това 76 – 90 MHz в Япония; в Русия също 65,9 – 74 MHz).
- ISM диапазон.
- Диапазони на военните честоти.
- Диапазони на честотите на гражданската авиация.
- Морски и речен диапазон (330 – 336 MHz).

## Разпределение на спектъра в България
В България разпределението на радиочестотния спектър се осъществява от Комисията за регулиране на съобщенията (КРС). Тя изготвя „Национален план за разпределение на радиочестотния спектър на радиочестоти и радиочестотни ленти за граждански нужди, за нуждите на отбраната и сигурността, както и за съвместно ползване между тях“. С този план се определя как да се използват честотите между 9 kHz и 275 GHz.
За радиоразпръскване в България са определени следните обхвати:
| Честотна лента     | Вълнов обхват (съкращение), предназначение                                  |
| ------------------ | --------------------------------------------------------------------------- |
| 148.5 – 285 kHz    | Дълги вълни (ДВ/LW), наземно радиоразпръскване                              |
| 526.5 – 1606.5 kHz | Средни вълни (СВ/MW), наземно радиоразпръскване                             |
| 2300 – 26100 kHz   | Къси вълни (КВ/SW), наземно радиоразпръскване                               |
| 87.5 – 108 MHz     | Ултракъси вълни (УКВ/FM), наземно радиоразпръскване                         |
| 174 – 230 MHz      | Ултракъси вълни (МВ/HF), 6 – 12 канал, наземно телевизионно разпръскване    |
| 470 – 862 MHz      | Ултракъси вълни (ДМВ/UHF), 21 – 68 канал, наземно телевизионно разпръскване |
| 3 – 40 GHz         | Свръхкъси вълни (СКВ/SHF), спътниково ТВ-радиоразпръскване                  |

За наземно радиоразпръскване на телевизионни сигнали с честотна модулация УКВ-ЧМ са отделени честотни ленти 49 – 100 MHz (Метров обхват-1), 174 – 230 MHz (Метров обхват-2) и 470 – 862 MHz (Дециметров обхват). В България и в други страни от Източна Европа за ефирно телевизионно разпръскване е приет стандарт, според който спектърът е разпределен на 12 телевизионни канала в метровия обхват, с офсет на честотите за изображение и звука от 6,5 MHz и канали от 21 до 69 в дециметровия обхват с офсет от 5,5 MHz.

## Диапазони вакустиката
- Инфразвуков – под 20 Hz.
- Звуков – от 20 Hz до 20 kHz (в него напълно се вмества целият диапазон честоти, които човек може да чуе).
- Ултразвуков – от 20 kHz до 1 GHz.
- Хиперзвуков – над 1 GHz.